# Eurosport
Eurosport ist ein auf Sportberichterstattung spezialisiertes pan-europäisches Unternehmen von Warner Bros. Discovery, das mehrere Fernseh-Spartenprogramme betreibt. Zum 13. November 2015 wurde der Fernsehsender gleichen Namens, ebenso wie die Lokalvarianten British Eurosport, Eurosport Danmark, Eurosport Asia-Pacific & Eurosport Arabia in Eurosport 1 umbenannt.

## Unternehmenslogos

Ehemaliges Logo
Logo bis zum Frühjahr 2011
Logo bis 12. November 2015
Logo des Unternehmens seit 13. November 2015

## Geschichte
Das Unternehmen und der TV-Sender, der damals noch denselben Namen wie das Unternehmen trug, wurden 1989 unter Mitwirkung von einzelnen Sendern der Europäischen Rundfunkunion (EBU) gegründet und nahm am 5. Februar 1989 seinen Sendebetrieb auf. Betreiber war zu diesem Zeitpunkt der britische private Satellitensender SKY des Medienunternehmers Rupert Murdoch. Seit 1991 ist der Sender in Issy-les-Moulineaux bei Paris ansässig. Alleiniger Gesellschafter des Senders war bis zum 12. Dezember 2012 der französische Privatsender TF1. Seit dem 13. Dezember 2012 war Discovery Communications mit 20 % an Eurosport beteiligt und erhöhte seine Anteile auf 51 % am 21. Januar 2014  und erhielt damit die Stimmenmehrheit. Am 11. April 2014 wurde bekannt, dass die EU-Kommission nicht nur der Erhöhung der Anteile auf 51 %, sondern auch einer möglichen Komplettübernahme von Eurosport durch Discovery Communications zugestimmt hat. Mit Ausnahme der deutschsprachigen Ausgabe ist der Empfang kostenpflichtig.
Zwischenzeitlich stellte der damals noch britische TV-Sender Eurosport am 6. Mai 1991 um 2:00 Uhr MESZ seinen Sendebetrieb ein. Dem Sender war im Februar 1991 vor der zuständigen EG-Behörde eine Frist gesetzt worden, den Zusammenschluss seiner 17 Mitgliedsfirmen aufzulösen. Der Grund: Das Eurosport-Konsortium habe sich eine unlautere Vorrangstellung verschafft und verdränge andere Anbieter von Sportsendungen vom Markt. Eurosport galt bis dahin als größter paneuropäischer Satelliten-TV-Sender. Die Wiederaufnahme des Sendebetriebes erfolgte am Mittwoch, den 22. Mai 1991, um 19:30 Uhr. Die tägliche Sendezeit wurde jedoch zunächst drastisch gekürzt. Bis zur Einstellung des Sendebetriebes zum 6. Mai 1991 startete der Programmtag von Eurosport bereits morgens um 05:00 Uhr, allerdings wurden wochentags bis ca. 08:30 Uhr und an den Wochenenden bis ca. 10:00 Uhr keine eigenen Programme ausgestrahlt, sondern sportfremde Sendungen in englischer Sprache von Sky News und Sky One übernommen, darunter Sendungen wie das religiöse Hour of Power und Kindersendungen wie Fun Factory und DJ-Kat-Show. Nach der Übernahme durch TF1 wurde zunächst nur noch sehr eingeschränkt gesendet: wochentags erst ab 14:00 Uhr und an den Wochenenden ab 09:00 Uhr. Ab Jahresbeginn 1992 wurde das Programm stetig ausgebaut und auch wochentags wieder ab 09:00 Uhr ausgestrahlt.
Am 13. Januar 1993 fusionierte Eurosport mit dem damals noch konkurrierenden paneuropäischen Fernsehsender Sportkanal, der in Großbritannien als Screensport sein Programm ausstrahlte und sich offiziell zuletzt The European Sports Network bezeichnete. Um den seit Jahren andauernden kostspieligen lizenzrechtlichen Streitereien vor Gericht zu entgehen, einigten sich die Betreiber beider Sender auf deren Zusammenlegung. Der daraus entstandene Sender wurde unter Namen Eurosport weitergeführt, jedoch mit dem Zusatz The European Sports Network. Der Sendebetrieb wurde auf den bisherigen Frequenzen von Eurosport fortgeführt. Der Sportkanal stellte seinen Sendebetrieb am 5. März 1993 ein. Am 16. September 2013 gab Discovery Communications bekannt, dass Eurosport ab dem 28. September 2013 einen amerikanischen Ableger betreiben wird.
Im Juni 2015 sicherte sich Discovery mit seinem Sender Eurosport überraschend die europäischen Rechte für die Olympischen Spiele 2018 bis 2024. Am 23. Juli 2015 wurde bekannt, dass Discovery sämtliche Anteile an Eurosport besitzt. Eurosport erhielt ab dem 13. November 2015 ein Relaunch mit einem neuen Logo und ein neues Claim „Fuel Your Passion“ (deutsch: „Befeuere deine Leidenschaft“). Zudem heißt der bisherige TV-Sender nicht mehr Eurosport, sondern Eurosport 1.
Am 9. Juni 2016 sicherte sich Eurosport zusammen mit Discovery Networks die Rechte für die Freitagsspiele der Fußball-Bundesliga ab der Saison 2017/2018. Von Juli 2017 bis Mai 2019 war Matthias Sammer als Fußballexperte beim TV-Sender Eurosport 2 HD Xtra tätig.

## Empfang
Eurosport verbreitet seine Programme heute in 59 Ländern Europas, des Nahen Ostens sowie Nordafrikas und kann damit eigenen Angaben zufolge von rund 120 Mio. TV-Haushalten empfangen werden. Derzeit wird das Programm in 20 verschiedenen Sprachen (englisch, deutsch, französisch, niederländisch, spanisch, italienisch, dänisch, schwedisch, norwegisch, finnisch, polnisch, russisch, griechisch, türkisch, portugiesisch, rumänisch, tschechisch, ungarisch, bulgarisch, serbisch) angeboten, womit 96 % der Eurosport-Zuschauer die Möglichkeit haben, den Sender in ihrer Muttersprache zu empfangen. In Deutschland (Eurosport Deutschland), Großbritannien (British Eurosport), Frankreich (Eurosport France), den skandinavischen Staaten (Eurosport Nordic), Polen (Eurosport Poland) und Italien (Eurosport Italia) werden eigene Programmfenster angeboten, dazu gibt es seit kurzem eine Eurosport-Version in Asien (Eurosport Asia/Pacific), die in neun Ländern der Region ausgestrahlt wird.
In Deutschland kann man die Sender über Satellit, Kabel, IP-TV sowie in einigen Regionen via DVB-T2 empfangen. Als Streaming-Angebot kann das Programm auch über Discovery+ verfolgt werden. Discovery+ löste 2023 den Eurosport Player ab.
Seit dem 9. März 2010 sendet Eurosport auch in Deutschland in der digitalen Technik im Format 16:9.

## Sender und Zusatzdienste

### Eurosport 1

Ehemaliges Logo
Logo bis zum Frühjahr 2011
Logo bis 12. November 2015
Logo seit 13. November 2015

Eurosport 1 ist der Hauptsender von Eurosport. Bis zum 13. November 2015 war der Name des Senders identisch mit dem Namen des Unternehmens.
Im deutschsprachigen Gebiet ist Eurosport 1 frei empfangbar. In allen anderen Ländern wird er als Pay-TV vermarktet.

### Eurosport 1 HD

Logo von Eurosport HD bis 12. November 2015
Logo von Eurosport 1 HD seit 13. November 2015

Am 25. Mai 2008 ging Eurosport mit seinem neuen Programm in HD an den Start. Eurosport HD ist bis 6. Juni 2008 unverschlüsselt zu sehen gewesen. Seit dem 4. Juli 2009 ist Eurosport HD über Sky Deutschland (früher Premiere) zu empfangen. Außerdem wird das Programm auch über den Eurosport-Player gestreamt, allerdings nicht in hochauflösender Qualität.
Bis Mai 2012 war Eurosport HD in Deutschland über Sky als eigenständiger internationaler Sender im Format 1080i zu empfangen und wich von Eurosport Deutschland, das in SD zu empfangen ist, in weiten Teilen ab und die Textsprache war Englisch. So war es möglich, bei großen Sportereignissen wie Tennis-Grand-Slam-Turnieren drei unterschiedliche Partien bei Eurosport zu sehen (Eurosport International HD, Eurosport Deutschland (SD) und Eurosport 2).
Seit Mai 2012 wird das Programm von Eurosport Deutschland im HD-Simulcast übernommen. Seitdem werden auch keine Eurosport-HD-Senderkennungstrailer mehr gesendet und die Werbung entspricht dem deutschen Fenster. Radsport wird vorwiegend auf dem HD-Kanal exklusiv übertragen.
Eurosport HD ging zum 13. November 2015 in Eurosport 1 HD auf.
Im November 2016 endete die exklusive Verbreitung von Eurosport 1 HD über Sky Deutschland. Discovery verhandelte mit neuen Verbreitungspartnern. Eurosport 1 HD startete am 1. Dezember 2016 bei HD+ im HD+ Sender-Paket sowie beim Kabelnetzbetreiber Unitymedia. Nach HD+ und Unitymedia ist das Unternehmen nun auch mit Vodafone Kabel Deutschland einig geworden.
Mittlerweile besteht die Möglichkeit, Eurosport 1 HD beim Pay-TV-Sender DAZN zu sehen.

### Eurosport 1 HD Austria
Seit dem 1. August 2017 auch in Österreich über der Satelliten-Plattform über der HD Austria mit den HD Austria Kombi Paket über die M7 eigene SAT-Plattform und Sky Smartcard empfangbar.

### Eurosport 2

Logo von Eurosport 2 bis 12. November 2015
Logo von Eurosport 2 HD bis 12. November 2015
Logo seit 13. November 2015
Logo von Eurosport 2 HD seit 13. November 2015

Eurosport 2 ist ein seit 10. Januar 2005 ausgestrahltes Schwesterprogramm von Eurosport, das ausnahmslos verschlüsselt zu empfangen ist und digital sendet. Chefredakteur des Senders und damit auch der News-Redaktion ist der Franzose Charles-Antoine Moulin.
Inhaltlich unterscheidet sich das Programm von Eurosport 2 ein wenig von dem des Stammsenders. Es gibt einige Veranstaltungen, die exklusiv auf Eurosport 2 zu sehen sind. Auf Eurosport 2 wird sehr viel Livesport gesendet, insbesondere wenn es mehrere Ereignisse parallel gibt und Großveranstaltungen (Tour de France, Snooker) auf Eurosport gezeigt werden. So läuft auf Eurosport 2 vor allem am Wochenende häufig die WTCC, die Internationale Formel Master, die GP2-Asia-Serie, die Superleague Formula, die British Superbike Championship, die Intercontinental Rally Challenge oder Wintersportveranstaltungen. Auch bei parallel stattfindenden Spielen bei großen Turnieren wie der FIFA-U-20-WM, der Handball Champions League oder dem Volleyball World Cup und dem Volleyball World Grand Prix wird der zusätzliche Sendeplatz genutzt. Im Gegensatz zu Eurosport sendet Eurosport 2 rund um die Uhr. In nicht belegten Sendezeiten werden die Eurosport News oder Wiederholungen gezeigt.
Das Programm wird so bereits in vielen Bezahlfernseh-Paketen in Europa verbreitet – sowohl im Kabelnetz als auch via Satellit ausgestrahlt. Derzeit sendet Eurosport 2 in zehn verschiedenen Sprachen (Englisch, Deutsch, Französisch, Polnisch, Russisch, Griechisch, Serbisch, Rumänisch, Türkisch und Italienisch), die deutsche Sprachversion gibt es seit dem 1. August 2006.
Eurosport 2 wurde ab Mitte Januar 2006 in der englischen Sprachversion in die digitalen Kabelnetze von Kabel Deutschland eingespeist. Hier erfolgt die Verbreitung grundverschlüsselt im digitalen Free-TV-Angebot von Kabel Digital. Seit dem 18. August 2006 ist die deutsche Version verfügbar. Seit dem 20. Oktober 2015 ist es aufgrund von Lizenzvorgaben des Sendebetreibers jedoch in das Vielfalt Extra Paket gerutscht, welches mittlerweile Vodafone HD Premium Plus heißt.
In Nordrhein-Westfalen, Hessen und Baden-Württemberg wird Eurosport 2 im digitalen Netz von Unitymedia kostenpflichtig verbreitet. Seit dem 2. Mai 2011 ist der Sender in Nordrhein-Westfalen auch im Kabelnetz von NetCologne zu empfangen.
In Österreich wird Eurosport 2 bei Magenta und LIWEST über kostenpflichtige Pakete ausgestrahlt. Außerdem wird es via Satellit seit dem 29. Mai 2008 über Sky (bis zum 3. Juli 2009 Premiere) vermarktet. Bis zum 3. Juli 2009 war es Teil des Paketes Premiere Star, seit dem 4. Juli 2009 gehörte er zu Sky Welt extra.
In der Schweiz ist der Kanal kostenpflichtig via UPC Schweiz, Swisscom TV und Quickline zu empfangen.
Per Satellit war Eurosport 2 seit August 2006 über arena, bis zur Einstellung des Angebots im September 2012, bundesweit zu empfangen. Außerdem war es seit dem 29. Mai 2008 Bestandteil des Sky Welt Extra-Pakets des Pay-TV-Anbieters Sky Deutschland. Seit dem 1. August 2013 ist Eurosport 2 bei Sky ausschließlich in der HD-Version im Premium-HD-Paket (Sport-Paket plus HD-Paket) zu sehen. Die Übertragung der SD-Version wurde eingestellt.
Seit neuestem ist Eurosport 2 neben Eurosport 1 und Eurosport News auch mit einem Web-Player auf der Internetpräsenz per Livestreaming gegen Gebühr zu sehen.
Bis zum 20. Oktober 2015 war Eurosport 2 im digitalen Free-TV-Angebot von Vodafone Kabel Deutschland enthalten. Um Eurosport 2 weiterhin empfangen zu können, ist jetzt ein Upgrade auf das Paket HD Premium Plus nötig. Die Ausstrahlung erfolgt jedoch weiterhin nur in SD. Seit dem 27. Juni 2017 ist Eurosport 2 bei Vodafone Kabel Deutschland auch in HD im Paket HD Premium Plus empfangbar.
Mittlerweile besteht die Möglichkeit, Eurosport 2 beim Pay-TV-Sender DAZN zu sehen.

### Eurosport Player

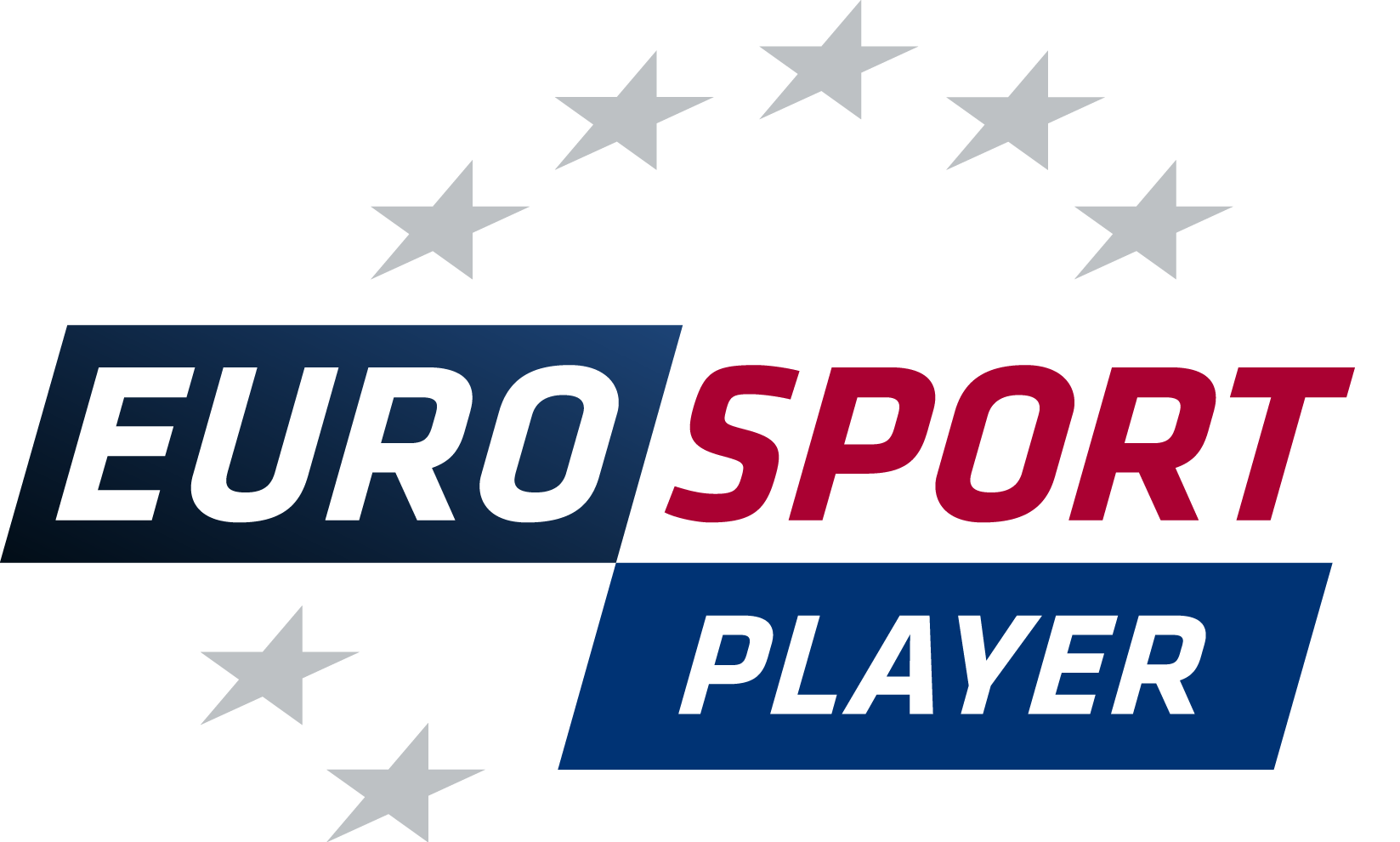
Logo von Eurosport Player bis 12. November 2015
Logo von Eurosport Player vom 13. November 2015 bis zum 13. Januar 2023

Mit dem kostenpflichtigen Eurosport Player bot die Joyn GmbH ein Live-Streaming- und Catch-up-Video-Angebot im Internet an. Alle Nutzer des Players konnten die zwei Eurosport-Sender Eurosport 1 und Eurosport 2 live auf Deutsch (in HD) und Englisch sehen. Dazu konnten im Player Zusatzangebote genutzt werden. So waren im Player während der Tennis-Grand-Slam-Turniere Australian Open, French Open und US Open Live-Spiele auf zusätzlichen Courts sowie Aufzeichnungen von bereits gespielten Matches anwählbar, bei MotoGP-Übertragungen konnte die Kameraperspektive frei gewählt werden. Es waren Monats- und Jahresabonnements möglich. Ab dem 14. Dezember 2022 war es nicht mehr möglich, neue Abonnements abzuschließen oder bestehende zu verlängern. Am 13. Januar 2023 wurde der Eurosport Player offiziell eingestellt und durch den im Juni 2022 gestarteten Streamingdienst discovery+ ersetzt.

### Eurosport 1 3D/Eurosport 1 4K

Logo von Eurosport 3D bis 12. November 2015
Logo von Eurosport 1 3D seit 13. November 2015

Auf Hotbird 13° startete „Eurosport 1 3D“ (Frankreich) am 19. Mai 2012 für die Übertragung der French Open 2012 und die Olympischen Spiele auf DVB-S: 11179.00 MHz, pol.H (DVB-S SR:27500 FEC:3/4 SID:1 PID:101[MPEG-4] / 102-Viaccess 4.0). Nach den Olympischen Spielen in London wurde der 3D-Kanal wieder abgeschaltet – er war von Panasonic gesponsert und nur für Händler zur Werbung für deren 3D-TV-Geräte zugänglich.
Für die Tennismeisterschaft ist im Jahr 2018 der Sender Eurosport 1 4K gestartet.

### Eurosport 2 Xtra und Eurosport 360 HD

Logo von Eurosport 2 Xtra
Logo von Eurosport 2 HD Xtra
Logo von Eurosport 360 HD bis 12. November 2015
Logo von Eurosport 360 seit 13. November 2015
Logo von Eurosport 360 HD im Dezember 2018 (aktuell)

Ab der Saison 2017/18 übertrug Eurosport 2 HD Xtra im deutschen Fußball den DFL-Supercup, die Freitagabendspiele um 20:30 Uhr, fünf Sonntagpartien um 13:30 Uhr, fünf Montagabendspiele um 20:30 Uhr der 1. Fußball-Bundesliga sowie die vier Relegationsspiele live. Die Eigenproduktion endete am 31. Juli 2019 und ging auf DAZN über. Außerdem wurden größere Sport-Events wie die Leichtathletik-WM oder die US Open live ausgestrahlt.
Der Sender konnte bis Ende Juli 2019 über den Eurosport Player und die Satelliten-Plattform HD+ empfangen werden. Er war nicht im Rahmen eines Sky-Abonnements buchbar. Ab 1. August 2019 konnte der Sender über Swisscom/Teleclub (Schweiz) und im Eurosport Player-Angebot für Amazon Prime-Kunden empfangen werden.
Eurosport 2 HD Xtra stellte seinen Sendebetrieb zum 31. Juli 2021 ein. An diesem Tag lief das Eurosport-Paket mit dem Sender und dem Eurosport Player bei HD+ aus. Bestehende Abonnements werden zum 31. Juli 2021 von HD+ sondergekündigt. Eurosport besaß ab der Saison 2021/22 keine Übertragungsrechte an der 1. Fußball-Bundesliga mehr. Diese liegen seitdem bei Sky und bei DAZN.
Vom 26. August 2013 bis Juli 2022 zeigte Eurosport Live-Übertragungen von parallel stattfindenden Sportereignissen auf mehreren zusätzlichen HD-Optionskanälen. Unter anderem wurde von den Tennis-Grand-Slam-Wettbewerben US Open, Australian Open und French Open sowie der MotoGP-Serie berichtet, zudem wurden auch verschiedene Wettbewerbe der Olympischen Winterspiele 2022 gezeigt. Teilweise wurden die Übertragungen dort im Stadionton ohne Kommentar, teilweise im englischen Originalkommentar, teilweise aber auch auf Deutsch kommentiert gezeigt. Empfangbar war das Programm exklusiv bei Sky Deutschland im Pay-TV.
Moto-GP-Live-Übertragungs-Übersicht:
- MotoGP: Onboard 1 Cam
- MotoGP: Onboard 2 Cam
- MotoGP: Onboard 3 Cam
- MotoGP: Onboard 4 Cam
- MotoGP: Helico Cam

## Eurosport.de
Das Unternehmen präsentiert sich und seine Sender im Internet auf der Homepage eurosport.de, die allerdings nicht nur auf Programminhalten beruht, sondern sich zu einem thematisch eigenständigen Sport-Webangebot entwickelt hat. Die Homepage zählt zu den meistbesuchten Sportseiten Deutschlands. Bei der Wahl zum OnlineStar 2005 erzielte Eurosport.de in der Rubrik Sport den zweiten Platz hinter sport1.de, Dritter wurde kicker.de. Außerdem betreibt die Internetredaktion den Videotext von Eurosport.
Die Seite wurde 1999 in Paris gegründet, die Redaktion siedelte Mitte des Jahres 2000 nach München um. Gründungs-Redaktionsleiter war Gernot Bauer (1999–2004), danach folgte Karl Dzuba (2004–2011). Seit März 2011 zeichnet Thomas Janz verantwortlich. Eurosport betreibt weitere Sportportale in England, Frankreich, Italien, Spanien, Schweden, Türkei, Polen, Russland sowie eine chinesische und arabische Version.

## Letztes analog ausgestrahltes Satellitenprogramm
Eurosport war einer der ersten Kanäle, die 1989 auf dem ASTRA-Satellitensystem ausgestrahlt wurden und zugleich der letzte Satellitenkanal in Europa, der in einem analogen Format ausgestrahlt wurde. Während sämtliche auf ASTRA verbliebenen Satellitensender am 30. April 2012 kurz nach 03:00 Uhr MEZ ihre analogen Ausstrahlungen beendeten, blieb Eurosport zunächst noch auf Sendung. Der analoge Kanal von Eurosport stellte seine Übertragungen tatsächlich erst am 1. Mai 2012 um 01:30 Uhr MEZ nach dem regulären Sendeschluss des Tagesprogramms endgültig ein und markierte damit das Ende der Ära der analogen Satellitentechnik in Europa.